# 空洞です
『空洞です』（くうどうです）は日本のサイケデリック・ロックバンド、ゆらゆら帝国による11作目のオリジナルアルバムであり、ラストアルバム。2007年10月10日にソニー・ミュージックアソシエイテッドレコーズより発表。規格品番はAICL-1877。

## 概要
前作『Sweet Spot』から2年ぶり、また同バンドにおける最後のオリジナルアルバムである。2006年に発売されたシングル「つぎの夜へ／順番には逆らえない」は収録されず、翌年発売されたシングル「美しい」からは「美しい」「なんとなく夢を」の2曲がアレンジ違いとして収録された。
ボーカル、ギターを担当する坂本慎太郎はこの作品を「過去最高の完成度」であるとし、本作を以てゆらゆら帝国というバンドが「完全に出来上がってしまった」ことを発表。解散の原因となった。
アメリカのDFAレコーズから、『Hollow me / Beautiful』というタイトルでリリースされた。収録曲は『空洞です』＋シングル『美しい』の4曲を含め全14曲。

## 制作
リーダーの坂本慎太郎は、CDジャーナルの望月哲とのインタビューの中で、「従来、アルバムを作る時は大まかなコンセプトをたてるが、途中でイメージとは異なる作品ができてしまうので、最終的にはバラエティに富んだ作品になることが多かった。それに対し、今回はテーマを「空っぽな感覚」にし、作品に統一感を持たせるために、あえてコンセプトと異なることはしないようにした。」と述べており、「今回は全力を注いで作ったが、テーマが空洞というだけあって音には直接それが現れていないものの、濃密さが音に表れている」と振り返っている。
坂本はとりとめのない演奏を追求し、トレモロを多用したギターの音色や曖昧なコード、そして薄く引き伸ばしたようなヴォーカルを用いた。坂本は前述のインタビューの中で「ヴォーカルは人工的にしたが、逆にそれが感情的に感じられることもあり、歌や演奏が様々な解釈できるというところは自分でもうまくいったと思っている」と振り返っている。

## 収録曲
全作詞: 坂本慎太郎、全作曲: ゆらゆら帝国
1. おはようまだやろう
2. できない
3. あえて抵抗しない
4. やさしい動物
5. まだ生きている
6. なんとなく夢を (Album Version)
7. 美しい (Album Version)
8. 学校へ行ってきます
9. ひとりぼっちの人工衛星
10. 空洞です

## Hollow me / Beautiful 収録曲
1. Ohayo Mada Yaro
2. Dekinai
3. Sweet Surrender
4. Tender Animals
5. Still Alive
6. Listless Dream (Album Version)
7. Beautiful (Album Version)
8. In the Forest
9. Lonely Satellite
10. Hollow Me
11. Beautiful
12. Listless Dream
13. Miserable and Ashamed
14. The Boat

## 演奏者
- 坂本慎太郎 - ボーカル、ギター
- 亀川千代 - ベース
- 柴田一郎 - ドラムス

## タイアップ
「空洞です」は、2009年1月31日に公開された映画『愛のむきだし』の主題歌に使われ、この映画では、他にも「美しい(Album  Version)」と「つぎの夜へ」が使用された。
また、「空洞です」は、2013年に放送される「キリン 本搾りチューハイ」のテレビCMソングとしても採用された。

## 評価
望月哲は本アルバムを「アルバム全体には起承転結やカタルシスもない上、ロックの定型も無視している。」としつつも、「ミニマル・テクノのような無機質なリズムと浮遊感のあるギターの音色により、眠りに落ちる瞬間のような快感が与えられる」と述べ、「とびきりおいしいドーナッツの真ん中だけを食べるように、食べても食べても満腹にはならないものの、何度でも繰り返して味わいたくなる」と評した。